# Prêmio Cy Young

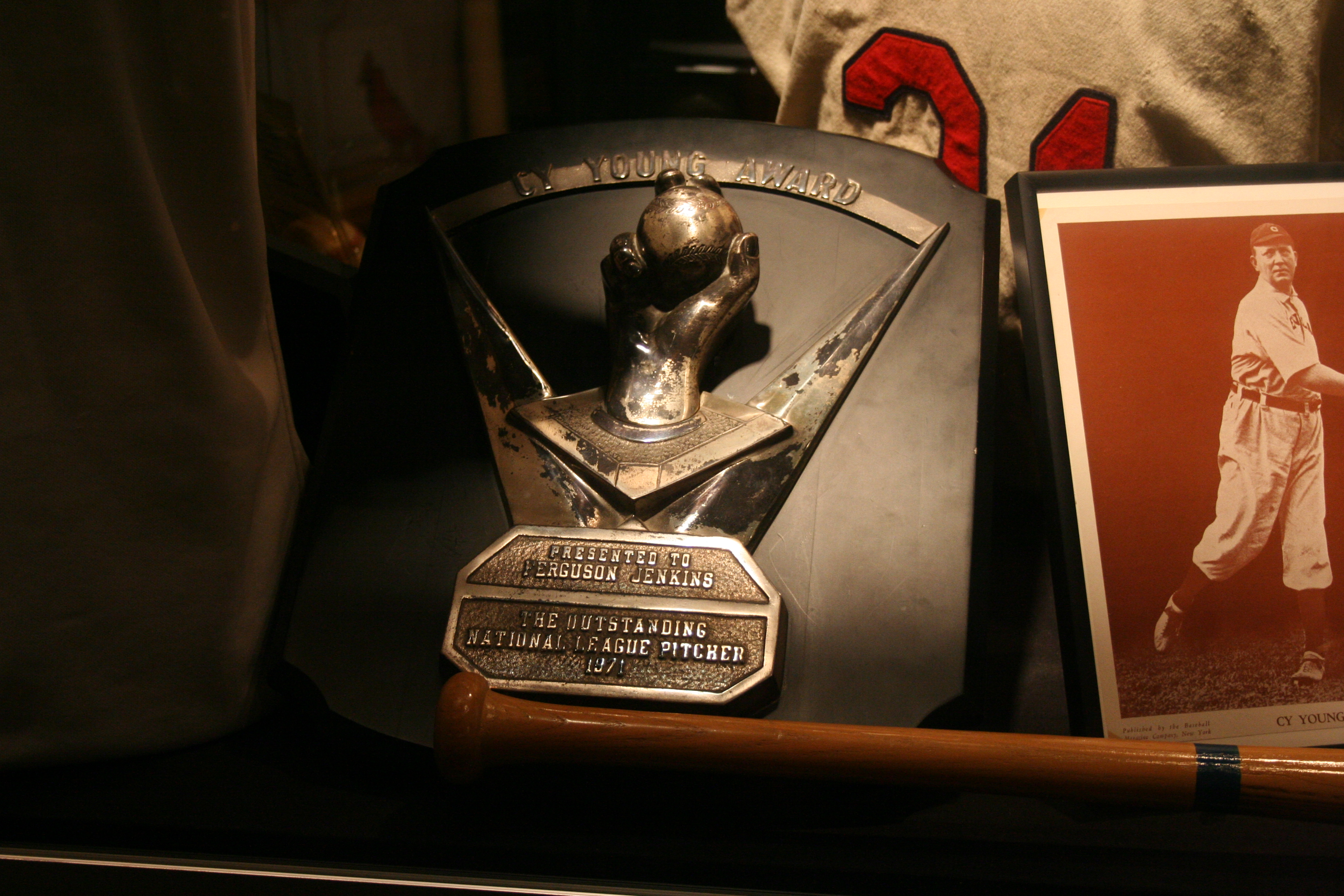
Prêmio Cy Young de 1971 ganho por Ferguson Jenkins, em exibição no Hall da Fama de Beisebol Canadense.

O Prêmio Cy Young é concedido anualmente aos melhores arremessadores da Major League Baseball (MLB), um para um jogador da American League (AL) e outro para um da National League (NL). O prêmio foi apresentado pela primeira vez em 1956 pelo Comissário do Beisebol Ford Frick em homenagem ao arremessador do Hall da Fama (Baseball Hall of Fame), Cy Young, que faleceu em 1955. Originalmente, o prêmio era concedido ao melhor arremessador das ligas principais, porém, em 1967, após a aposentadoria de Frick, foi dado a um arremessador em cada liga.
Cada prêmio é decidido a partir de uma votação dos membros da Associação de Escritores de Beisebol (Baseball Writers' Association of America), com um representante de cada time. A partir da temporada de 2010, cada membro vota para o primeiro, segundo, terceiro, quarto e quinto lugar entre os arremessadores de cada liga. E a fórmula utilizada para calcular as pontuações finais é a soma ponderada dos votos. O arremessador com a pontuação mais alta em cada liga ganha o prêmio. Se dois arremessadores receberem o mesmo número de votos, é compartilhado o prêmio.
De 1970 a 2009, os escritores votaram em três arremessadores, com a fórmula de cinco pontos para um voto de primeiro lugar, três para um voto de segundo lugar e um para um voto de terceiro lugar. Antes de 1970, era votado apenas o melhor arremessador e fórmula utilizada era de um ponto por voto.

## História

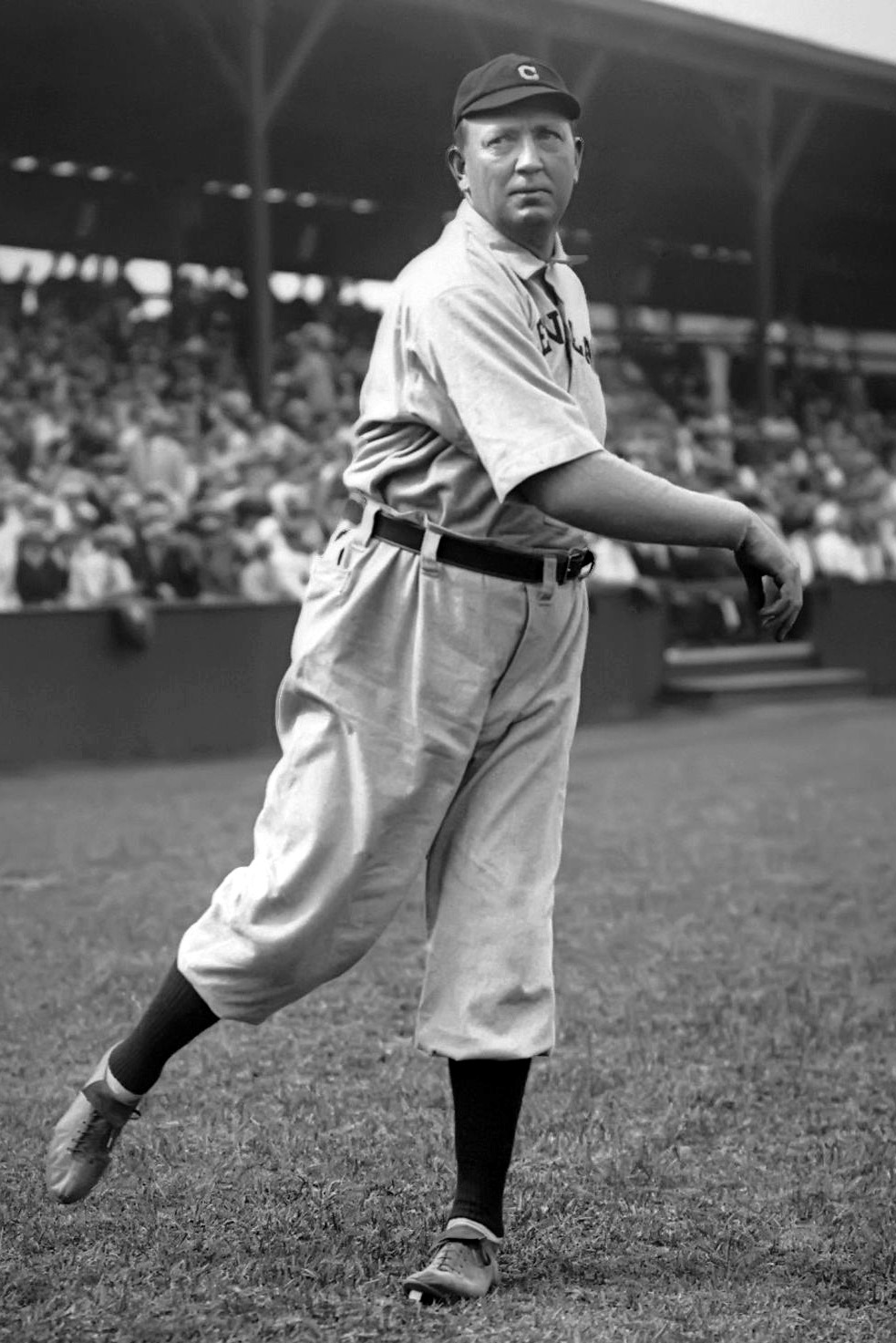
Cy Young, homenageado pelo título do prêmio.

O Prêmio Cy Young foi apresentado pela primeira vez em 1956 pelo Comissário de Beisebol Ford C. Frick em homenagem ao arremessador pertencente ao Hall da Fama da MLB, Cy Young, que faleceu em 1955. O prêmio é concedido apenas a arremessadores. Originalmente entregue ao melhor arremessador das ligas principais, o prêmio mudou de formato com o passar do tempo. De 1956 a 1966, foi concedido a um arremessador da Liga Principal de Beisebol. Depois que Frick se aposentou em 1967, William Eckert se tornou o novo Comissário do Beisebol. Devido aos pedidos dos fãs, Eckert anunciou que o Cy Young Award seria concedido tanto na American League quanto na National League. De 1956 a 1958, um arremessador não foi autorizado a ganhar o prêmio em mais de uma ocasião; regra esta, eliminada em 1959. Em 1969, após um empate na votação ao Prêmio Cy Young, o processo foi alterado, em que cada escritor deveria votar em três arremessadores: o voto do primeiro lugar recebia cinco pontos, o voto do segundo lugar recebeu três pontos, e o voto do terceiro lugar recebia um ponto.
O primeiro destinatário do Prêmio Cy Young foi Don Newcombe do Los Angeles Dodgers. Em 1957, Warren Spahn se tornou o primeiro arremessador canhoto a vencer o prêmio. E, em 1963, Sandy Koufax foi o primeiro arremessador a vencer por unanimidade; dois anos depois, se tornou o primeiro vencedor em mais de uma ocasião. Em 1978, Gaylord Perry, aos 40 anos se tornou o arremessador mais velho a receber o prêmio, recorde que permaneceu até ser quebrado em 2004 por Roger Clemens, aos 42 anos. O vencedor mais jovem foi Dwight Gooden, aos 20 anos em 1985. E, por fim, em 2012, R.A. Dickey se tornou o primeiro arremessador knuckleball a vencer o prêmio.
Em 1974, Mike Marshall venceu o prêmio, tornando-se o primeiro relief pitcher a vencer o prêmio. Em 1992, Dennis Eckersley foi o primeiro closer a vencer o prêmio, e desde então apenas outro relief pitcher venceu o prêmio, Éric Gagné em 2003 (sendo, closer, também). Um total de nove relief pitchers venceram o Prêmio Cy Young em ambas as ligas.
Steve Carlton, em 1982 se tornou o primeiro arremessador a vencer mais de três Cy Young Awards, enquanto Greg Maddux em 1994 foi o primeiro a ganhar pelo menos três consecutivos (recebendo um quarto consecutivo no ano seguinte), feito repetido posteriormente por Randy Johnson.

## Vencedores
| ERA  | Earned run average                                                               |
| Save | Saves                                                                            |
| K's  | Strikeouts                                                                       |
| (#)  | Número de Vitórias por Arremessadores que venceram múltiplas vezes               |
| *    | Vencedor Também do Most Valuable Player (11 vezes, até 2020)                     |
| **   | Vencedor Também do Rookie of the Year (1 vez, até 2020, por Fernando Valenzuela) |
| †    | Membro do National Baseball Hall of Fame and Museum (21 jogadores, até 2020)     |

### Principais Ligas Combinadas (1956 –1966)

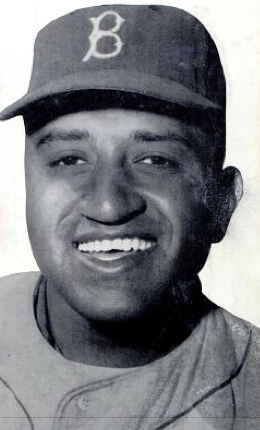
Don Newcombe, o primeiro vencedor.

| Ano  | Arremessador        | Time                     | Recorde[B] | Save[C] | ERA  | K's |
| ---- | ------------------- | ------------------------ | ---------- | ------- | ---- | --- |
| 1956 | Don Newcombe*       | Brooklyn Dodgers (NL)    | 27–7       | 0       | 3.06 | 139 |
| 1957 | Warren Spahn†       | Milwaukee Braves (NL)    | 21–11      | 3       | 2.69 | 111 |
| 1958 | Bob Turley          | New York Yankees (AL)    | 21–7       | 1       | 2.97 | 168 |
| 1959 | Early Wynn†         | Chicago White Sox (AL)   | 22–10      | 0       | 3.17 | 179 |
| 1960 | Vern Law            | Pittsburgh Pirates (NL)  | 20–9       | 0       | 3.08 | 120 |
| 1961 | Whitey Ford†        | New York Yankees (AL)    | 25–4       | 0       | 3.21 | 209 |
| 1962 | Don Drysdale†       | Los Angeles Dodgers (NL) | 25–9       | 1       | 2.84 | 232 |
| 1963 | Sandy Koufax* (1) † | Los Angeles Dodgers (NL) | 25–5       | 0       | 1.88 | 306 |
| 1964 | Dean Chance         | Los Angeles Angels (AL)  | 20–9       | 4       | 1.65 | 207 |
| 1965 | Sandy Koufax (2) †  | Los Angeles Dodgers (NL) | 26–8       | 2       | 2.04 | 382 |
| 1966 | Sandy Koufax (3) †  | Los Angeles Dodgers (NL) | 27–9       | 0       | 1.73 | 317 |

### American League (1967 – Presente)

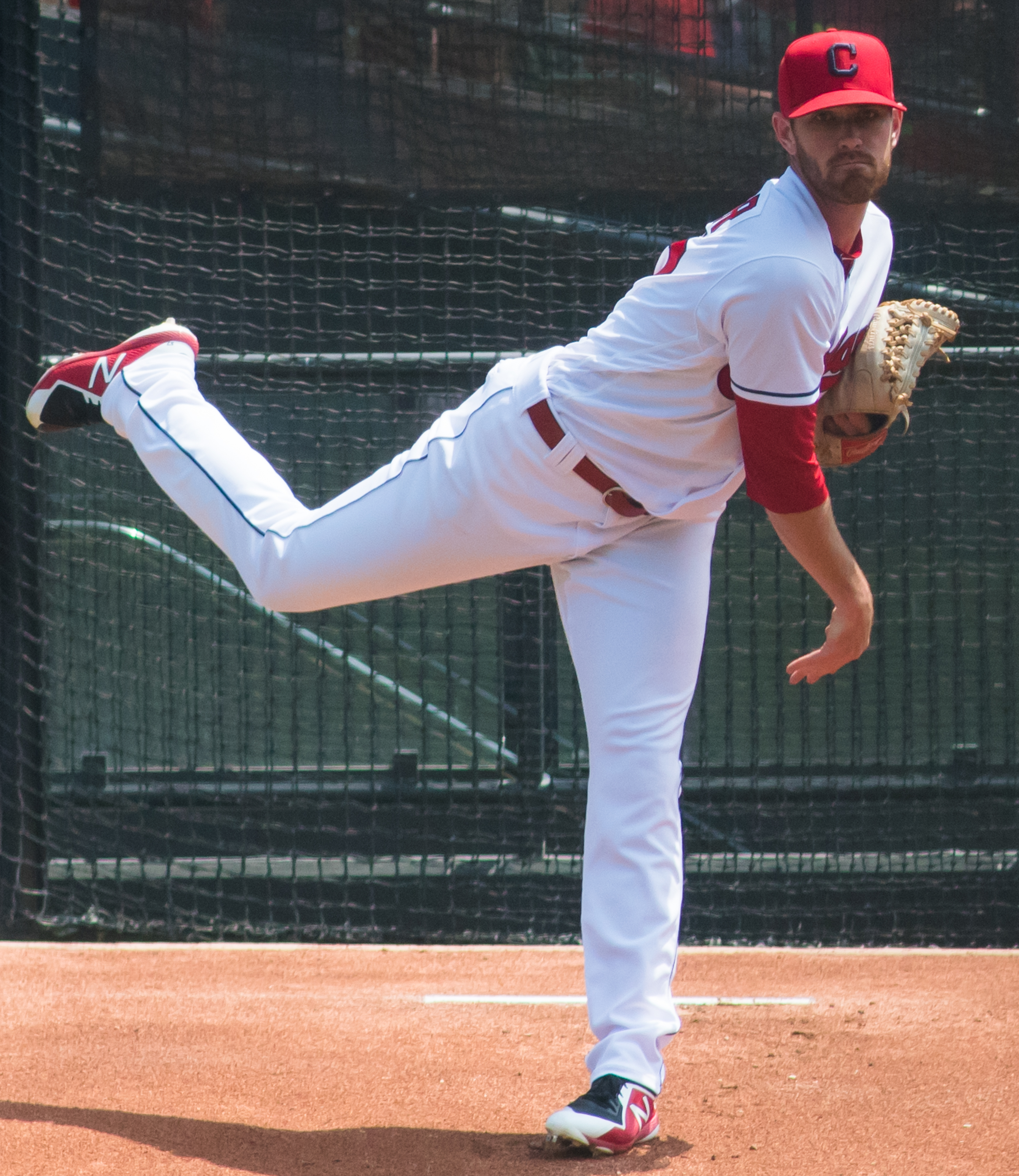
Shane Bieber, vencedor da edição de 2020 do prêmio.

| Ano  | Arremessador         | Time                          | Recorde[B] | Saves[C] | ERA  | K's |
| ---- | -------------------- | ----------------------------- | ---------- | -------- | ---- | --- |
| 1967 | Jim Lonborg          | Boston Red Sox                | 22–9       | 0        | 3.16 | 246 |
| 1968 | Denny McLain(1)*     | Detroit Tigers                | 31–6       | 0        | 1.96 | 280 |
| 1969 | Mike Cuellar         | Baltimore Orioles             | 23–11      | 0        | 2.38 | 182 |
| 1969 | Denny McLain(2)      | Detroit Tigers                | 24–9       | 0        | 2.80 | 181 |
| 1970 | Jim Perry            | Minnesota Twins               | 24–12      | 0        | 3.04 | 168 |
| 1971 | Vida Blue*           | Oakland Athletics             | 24–8       | 0        | 1.82 | 301 |
| 1972 | Gaylord Perry(1)†    | Cleveland Indians             | 24–16      | 1        | 1.92 | 234 |
| 1973 | Jim Palmer(1)†       | Baltimore Orioles             | 22–9       | 1        | 2.40 | 168 |
| 1974 | Catfish Hunter†      | Oakland Athletics             | 25–12      | 0        | 2.49 | 143 |
| 1975 | Jim Palmer(2)†       | Baltimore Orioles             | 23–11      | 1        | 2.09 | 193 |
| 1976 | Jim Palmer(3)†       | Baltimore Orioles             | 22–13      | 0        | 2.51 | 159 |
| 1977 | Sparky Lyle          | New York Yankees              | 13–5       | 26       | 2.17 | 68  |
| 1978 | Ron Guidry           | New York Yankees              | 25–3       | 0        | 1.74 | 248 |
| 1979 | Mike Flanagan        | Baltimore Orioles             | 23–9       | 0        | 3.08 | 190 |
| 1980 | Steve Stone          | Baltimore Orioles             | 25–7       | 0        | 3.23 | 149 |
| 1981 | Rollie Fingers*†     | Milwaukee Brewers             | 6–3        | 28       | 1.04 | 61  |
| 1982 | Pete Vuckovich       | Milwaukee Brewers             | 18–6       | 0        | 3.34 | 105 |
| 1983 | LaMarr Hoyt          | Chicago White Sox             | 24–10      | 0        | 3.66 | 148 |
| 1984 | Willie Hernández*    | Detroit Tigers                | 9–3        | 32       | 1.92 | 112 |
| 1985 | Bret Saberhagen(1)   | Kansas City Royals            | 20–6       | 0        | 2.87 | 158 |
| 1986 | Roger Clemens(1)*    | Boston Red Sox                | 24–4       | 0        | 2.48 | 238 |
| 1987 | Roger Clemens(2)     | Boston Red Sox                | 20–9       | 0        | 2.97 | 256 |
| 1988 | Frank Viola          | Minnesota Twins               | 24–7       | 0        | 2.64 | 193 |
| 1989 | Bret Saberhagen(2)   | Kansas City Royals            | 23–6       | 0        | 2.16 | 193 |
| 1990 | Bob Welch            | Oakland Athletics             | 27–6       | 0        | 2.95 | 127 |
| 1991 | Roger Clemens(3)     | Boston Red Sox                | 18–10      | 0        | 2.62 | 241 |
| 1992 | Dennis Eckersley*†   | Oakland Athletics             | 7–1        | 51       | 1.91 | 93  |
| 1993 | Jack McDowell        | Chicago White Sox             | 22–10      | 0        | 3.37 | 158 |
| 1994 | David Cone           | Kansas City Royals            | 16–5       | 0        | 2.94 | 132 |
| 1995 | Randy Johnson(1)†    | Seattle Mariners              | 18–2       | 0        | 2.48 | 294 |
| 1996 | Pat Hentgen          | Toronto Blue Jays             | 20–10      | 0        | 3.22 | 177 |
| 1997 | Roger Clemens(4)     | Toronto Blue Jays             | 21–7       | 0        | 2.05 | 292 |
| 1998 | Roger Clemens(5)     | Toronto Blue Jays             | 20–6       | 0        | 2.65 | 271 |
| 1999 | Pedro Martínez(2)†   | Boston Red Sox                | 23–4       | 0        | 2.07 | 313 |
| 2000 | Pedro Martínez(3)†   | Boston Red Sox                | 18–6       | 0        | 1.74 | 284 |
| 2001 | Roger Clemens(6)     | New York Yankees              | 20–3       | 0        | 3.51 | 213 |
| 2002 | Barry Zito           | Oakland Athletics             | 23–5       | 0        | 2.75 | 182 |
| 2003 | Roy Halladay(1)†     | Toronto Blue Jays             | 22–7       | 0        | 3.25 | 204 |
| 2004 | Johan Santana(1)     | Minnesota Twins               | 20–6       | 0        | 2.61 | 265 |
| 2005 | Bartolo Colón        | Los Angeles Angels of Anaheim | 21–8       | 0        | 3.48 | 157 |
| 2006 | Johan Santana(2)     | Minnesota Twins               | 19–6       | 0        | 2.77 | 265 |
| 2007 | CC Sabathia          | Cleveland Indians             | 19–7       | 0        | 3.21 | 209 |
| 2008 | Cliff Lee            | Cleveland Indians             | 22–3       | 0        | 2.54 | 170 |
| 2009 | Zack Greinke         | Kansas City Royals            | 16–8       | 0        | 2.16 | 242 |
| 2010 | Félix Hernández      | Seattle Mariners              | 13–12      | 0        | 2.27 | 232 |
| 2011 | Justin Verlander(1)* | Detroit Tigers                | 24–5       | 0        | 2.40 | 250 |
| 2012 | David Price          | Tampa Bay Rays                | 20–5       | 0        | 2.56 | 205 |
| 2013 | Max Scherzer(1)      | Detroit Tigers                | 21–3       | 0        | 2.90 | 240 |
| 2014 | Corey Kluber(1)      | Cleveland Indians             | 18–9       | 0        | 2.44 | 269 |
| 2015 | Dallas Keuchel       | Houston Astros                | 20–8       | 0        | 2.48 | 216 |
| 2016 | Rick Porcello        | Boston Red Sox                | 22–4       | 0        | 3.15 | 189 |
| 2017 | Corey Kluber(2)      | Cleveland Indians             | 18–4       | 0        | 2.25 | 265 |
| 2018 | Blake Snell          | Tampa Bay Rays                | 21–5       | 0        | 1.89 | 221 |
| 2019 | Justin Verlander(2)  | Houston Astros                | 21–6       | 0        | 2.58 | 300 |
| 2020 | Shane Bieber         | Cleveland Indians             | 8–1        | 0        | 1.63 | 122 |

### National League (1967 – Presente)

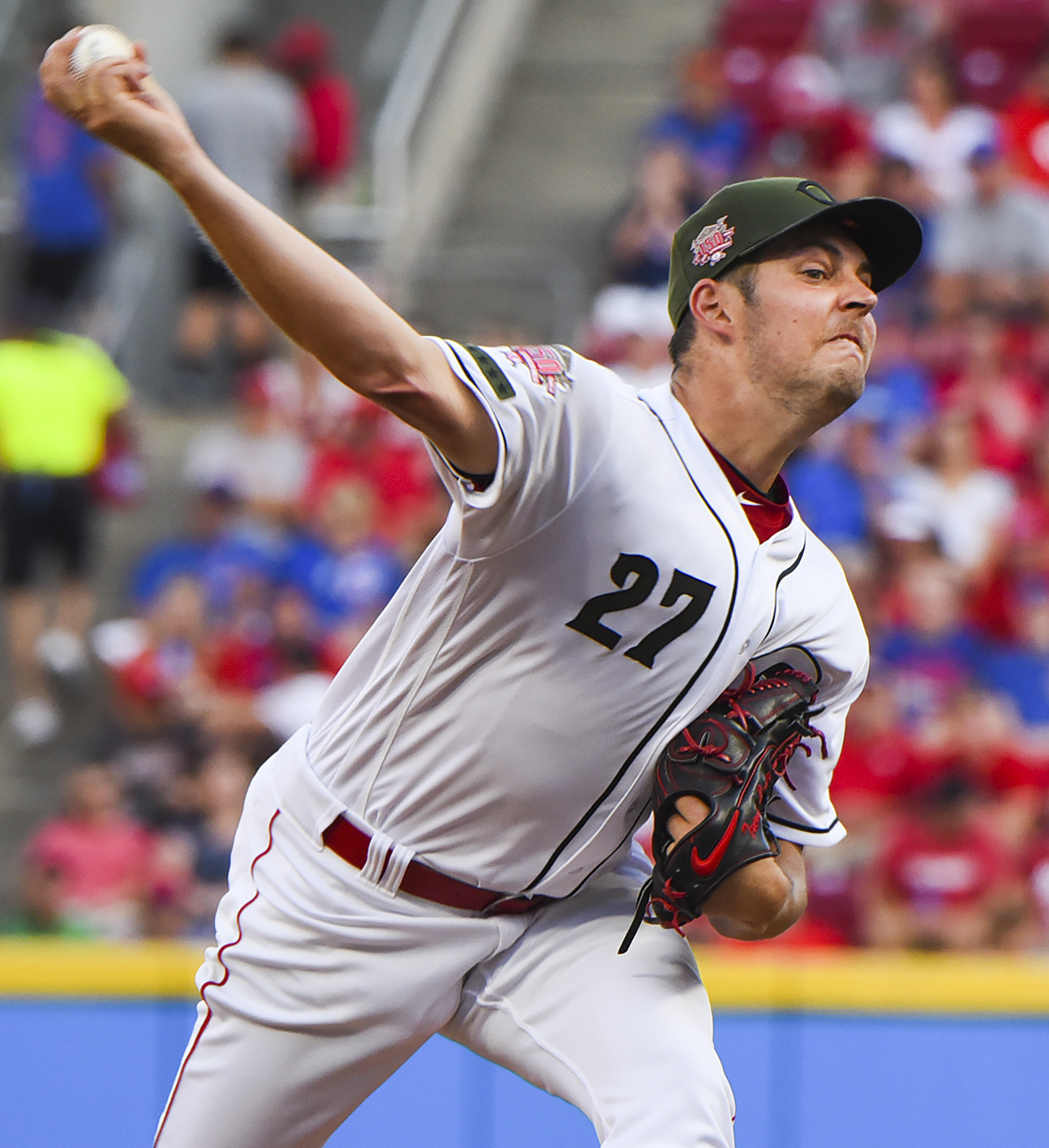
Trevor Bauer,vencedor do Cy Young de 2020 na National League.

| Ano  | Jogador               | Time                  | Recorde[B] | Saves[C] | ERA  | K's |
| ---- | --------------------- | --------------------- | ---------- | -------- | ---- | --- |
| 1967 | Mike McCormick        | San Francisco Giants  | 22–10      | 0        | 2.85 | 150 |
| 1968 | Bob Gibson(1)*†       | St. Louis Cardinals   | 22–9       | 0        | 1.12 | 268 |
| 1969 | Tom Seaver(1)†        | New York Mets         | 25–7       | 0        | 2.21 | 208 |
| 1970 | Bob Gibson(2)†        | St. Louis Cardinals   | 23–7       | 0        | 3.12 | 274 |
| 1971 | Ferguson Jenkins†     | Chicago Cubs          | 24–13      | 0        | 2.77 | 263 |
| 1972 | Steve Carlton(1)†     | Philadelphia Phillies | 27–10      | 0        | 1.98 | 310 |
| 1973 | Tom Seaver(2)†        | New York Mets         | 19–10      | 0        | 2.08 | 251 |
| 1974 | Mike Marshall         | Los Angeles Dodgers   | 15–12      | 21       | 2.42 | 143 |
| 1975 | Tom Seaver(3)†        | New York Mets         | 22–9       | 0        | 2.38 | 243 |
| 1976 | Randy Jones           | San Diego Padres      | 22–14      | 0        | 2.74 | 93  |
| 1977 | Steve Carlton(2)†     | Philadelphia Phillies | 23–10      | 0        | 2.64 | 198 |
| 1978 | Gaylord Perry(2)†     | San Diego Padres      | 21–6       | 0        | 2.73 | 154 |
| 1979 | Bruce Sutter†         | Chicago Cubs          | 6–6        | 37       | 2.22 | 110 |
| 1980 | Steve Carlton(3)†     | Philadelphia Phillies | 24–9       | 0        | 2.34 | 286 |
| 1981 | Fernando Valenzuela** | Los Angeles Dodgers   | 13–7       | 0        | 2.48 | 180 |
| 1982 | Steve Carlton(4)†     | Philadelphia Phillies | 23–11      | 0        | 3.11 | 286 |
| 1983 | John Denny            | Philadelphia Phillies | 19–6       | 0        | 2.37 | 139 |
| 1984 | Rick Sutcliffe        | Chicago Cubs          | 16–1       | 0        | 2.69 | 155 |
| 1985 | Dwight Gooden         | New York Mets         | 24–4       | 0        | 1.53 | 268 |
| 1986 | Mike Scott            | Houston Astros        | 18–10      | 0        | 2.22 | 306 |
| 1987 | Steve Bedrosian       | Philadelphia Phillies | 5–3        | 40       | 2.83 | 74  |
| 1988 | Orel Hershiser        | Los Angeles Dodgers   | 23–8       | 1        | 2.26 | 178 |
| 1989 | Mark Davis            | San Diego Padres      | 4–3        | 44       | 1.85 | 92  |
| 1990 | Doug Drabek           | Pittsburgh Pirates    | 22–6       | 0        | 2.76 | 131 |
| 1991 | Tom Glavine(1)†       | Atlanta Braves        | 20–11      | 0        | 2.55 | 192 |
| 1992 | Greg Maddux(1)†       | Chicago Cubs          | 20–11      | 0        | 2.18 | 199 |
| 1993 | Greg Maddux(2)†       | Atlanta Braves        | 20–10      | 0        | 2.36 | 197 |
| 1994 | Greg Maddux(3)†       | Atlanta Braves        | 16–6       | 0        | 1.56 | 156 |
| 1995 | Greg Maddux(4)†       | Atlanta Braves        | 19–2       | 0        | 1.63 | 181 |
| 1996 | John Smoltz†          | Atlanta Braves        | 24–8       | 0        | 2.94 | 276 |
| 1997 | Pedro Martínez(1)†    | Montreal Expos        | 17–8       | 0        | 1.90 | 305 |
| 1998 | Tom Glavine(2)†       | Atlanta Braves        | 20–6       | 0        | 2.47 | 157 |
| 1999 | Randy Johnson(2)†     | Arizona Diamondbacks  | 17–9       | 0        | 2.49 | 364 |
| 2000 | Randy Johnson(3)†     | Arizona Diamondbacks  | 19–7       | 0        | 2.64 | 347 |
| 2001 | Randy Johnson(4)†     | Arizona Diamondbacks  | 21–6       | 0        | 2.49 | 372 |
| 2002 | Randy Johnson(5)†     | Arizona Diamondbacks  | 24–5       | 0        | 2.32 | 334 |
| 2003 | Éric Gagné            | Los Angeles Dodgers   | 2–3        | 55       | 1.20 | 137 |
| 2004 | Roger Clemens(7)      | Houston Astros        | 18–4       | 0        | 2.98 | 218 |
| 2005 | Chris Carpenter       | St. Louis Cardinals   | 21–5       | 0        | 2.83 | 213 |
| 2006 | Brandon Webb          | Arizona Diamondbacks  | 16–8       | 0        | 3.10 | 178 |
| 2007 | Jake Peavy            | San Diego Padres      | 19–6       | 0        | 2.54 | 240 |
| 2008 | Tim Lincecum(1)       | San Francisco Giants  | 18–5       | 0        | 2.62 | 265 |
| 2009 | Tim Lincecum(2)       | San Francisco Giants  | 15–7       | 0        | 2.48 | 261 |
| 2010 | Roy Halladay(2)†      | Philadelphia Phillies | 21–10      | 0        | 2.44 | 219 |
| 2011 | Clayton Kershaw(1)    | Los Angeles Dodgers   | 21–5       | 0        | 2.28 | 248 |
| 2012 | R.A. Dickey           | New York Mets         | 20–6       | 0        | 2.73 | 230 |
| 2013 | Clayton Kershaw(2)    | Los Angeles Dodgers   | 16–9       | 0        | 1.83 | 232 |
| 2014 | Clayton Kershaw(3)*   | Los Angeles Dodgers   | 21–3       | 0        | 1.77 | 239 |
| 2015 | Jake Arrieta          | Chicago Cubs          | 22–6       | 0        | 1.77 | 236 |
| 2016 | Max Scherzer(2)       | Washington Nationals  | 20–7       | 0        | 2.96 | 284 |
| 2017 | Max Scherzer(3)       | Washington Nationals  | 16–6       | 0        | 2.51 | 268 |
| 2018 | Jacob deGrom(1)       | New York Mets         | 10–9       | 0        | 1.70 | 269 |
| 2019 | Jacob deGrom(2)       | New York Mets         | 11–8       | 0        | 2.43 | 255 |
| 2020 | Trevor Bauer          | Cincinnati Reds       | 5–4        | 0        | 1.73 | 100 |

### Múltiplas Vitórias

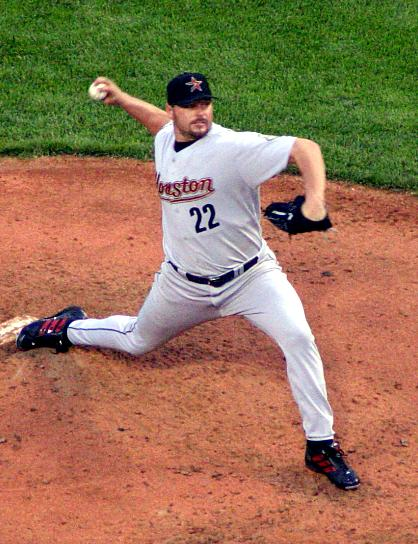
Com 7 vitórias, Roger Clemens, têm o maior número de prêmios.

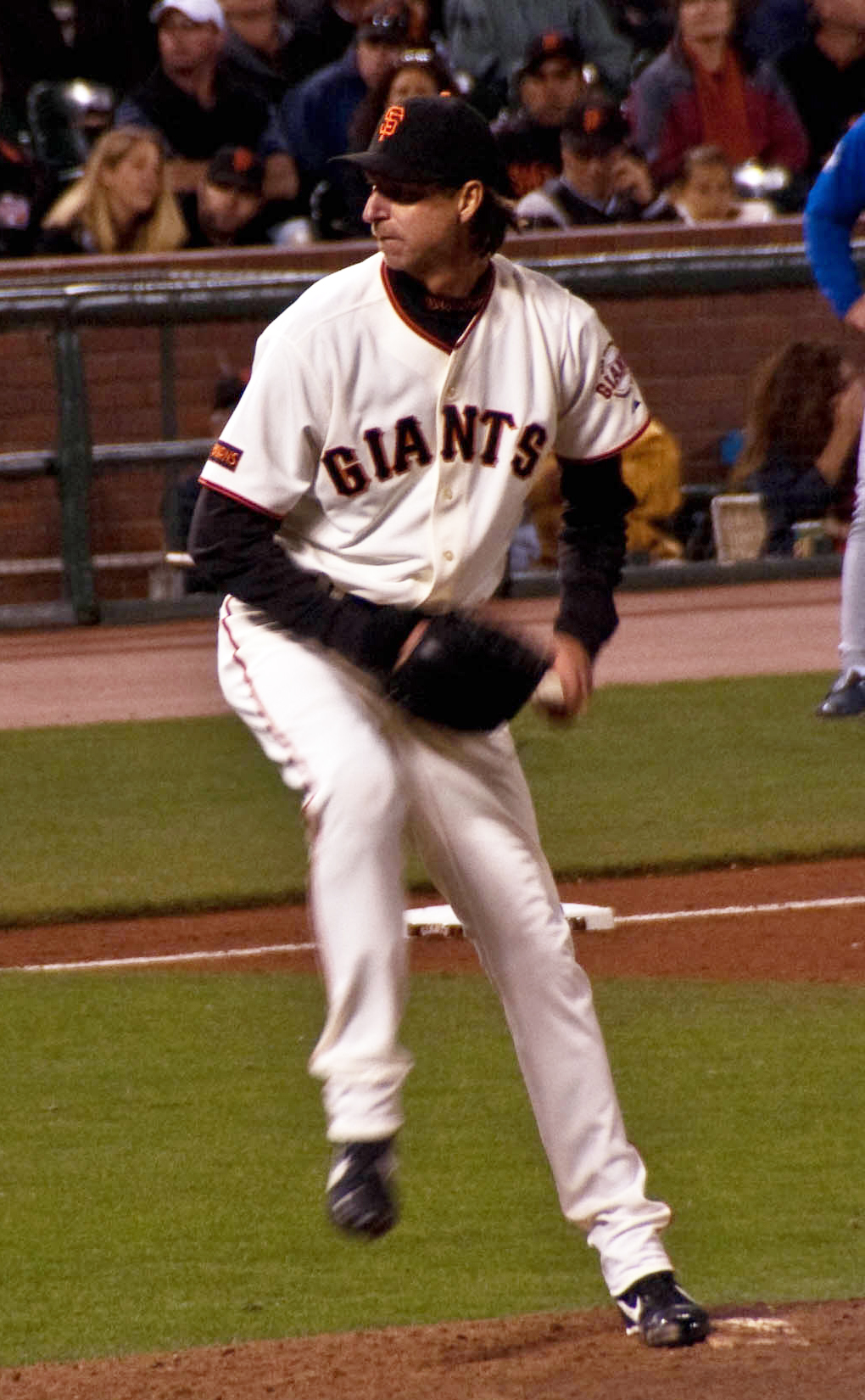
Randy Johnson, five-Time winner

Vinte e um (21) arremessadores venceram o prêmio várias vezes. Roger Clemens detém, atualmente, o recorde de mais prêmios, com sete - sua primeira e última vitória separadas por dezoito anos. Greg Maddux (1992–1995) e Randy Johnson (1999–2002) compartilham o recorde do maior número de prêmios consecutivos. Clemens, Johnson, Pedro Martínez, Gaylord Perry, Roy Halladay e Max Scherzer são os únicos arremessadores a venceram o prêmio na American League e na National League; Sandy Koufax é o único arremessador que ganhou vários prêmios durante o período, quando apenas um prêmio foi apresentado para toda a Liga Principal de Beisebol.  
Roger Clemens foi o arremessador mais jovem a vencer um segundo prêmio Cy Young, enquanto Tim Lincecum é o arremessador mais jovem a fazê-lo na National League, enquanto Clayton Kershaw é o canhoto mais jovem a fazê-lo. Clayton Kershaw é o arremessador mais jovem a ganhar o terceiro prêmio Cy Young. Clemens também é o único arremessador a vencer o prêmio em quatro equipes diferentes ; ninguém conseguiu fazer este feito em duas equipes diferentes. 
| Arremessador     | Nº de Prêmios | Anos                                     |
| ---------------- | ------------- | ---------------------------------------- |
| Roger Clemens    | 7             | 1986, 1987, 1991, 1997, 1998, 2001, 2004 |
| Randy Johnson †  | 5             | 1995, 1999, 2000, 2001, 2002             |
| Steve Carlton †  | 4             | 1972, 1977, 1980, 1982                   |
| Greg Maddux †    | 4             | 1992, 1993, 1994, 1995                   |
| Clayton Kershaw  | 3             | 2011, 2013, 2014                         |
| Sandy Koufax †   | 3             | 1963, 1965, 1966                         |
| Pedro Martínez † | 3             | 1997, 1999, 2000                         |
| Jim Palmer †     | 3             | 1973, 1975, 1976                         |
| Tom Seaver †     | 3             | 1969, 1973, 1975                         |
| Max Scherzer     | 3             | 2013, 2016, 2017                         |
| Jacob deGrom     | 2             | 2018, 2019                               |
| Bob Gibson †     | 2             | 1968, 1970                               |
| Tom Glavine †    | 2             | 1991, 1998                               |
| Roy Halladay †   | 2             | 2003, 2010                               |
| Corey Kluber     | 2             | 2014, 2017                               |
| Tim Lincecum     | 2             | 2008, 2009                               |
| Denny McLain     | 2             | 1968, 1969                               |
| Gaylord Perry †  | 2             | 1972, 1978                               |
| Bret Saberhagen  | 2             | 1985, 1989                               |
| Johan Santana    | 2             | 2004, 2006                               |
| Justin Verlander | 2             | 2011, 2019                               |

### Vitórias por Times
Apenas três times nunca tiveram um arremessador vencendo o Prêmio Cy Young. E o Brooklyn/Los Angeles Dodgers venceu mais do que qualquer outra franquia, com 12 vitórias.
| Time                                | Nº de Prêmios | Anos                                                                |
| ----------------------------------- | ------------- | ------------------------------------------------------------------- |
| Brooklyn/Los Angeles Dodgers        | 12            | 1956, 1962–1963, 1965–1966, 1974, 1981, 1988, 2003, 2011, 2013–2014 |
| Milwaukee/Atlanta Braves            | 7             | 1957, 1991, 1993–1996, 1998                                         |
| Philadelphia Phillies               | 7             | 1972, 1977, 1980, 1982–1983, 1987, 2010                             |
| Boston Red Sox                      | 7             | 1967, 1986–1987, 1991, 1999–2000, 2016                              |
| New York Mets                       | 7             | 1969, 1973, 1975, 1985, 2012, 2018–2019                             |
| Baltimore Orioles                   | 6             | 1969, 1973, 1975–1976, 1979–1980                                    |
| Cleveland Indians                   | 6             | 1972, 2007–2008, 2014, 2017, 2020                                   |
| Arizona Diamondbacks                | 5             | 1999–2002, 2006                                                     |
| Detroit Tigers                      | 5             | 1968–1969, 1984, 2011, 2013                                         |
| New York Yankees                    | 5             | 1958, 1961, 1977–1978, 2001                                         |
| Oakland Athletics                   | 5             | 1971, 1974, 1990, 1992, 2002                                        |
| Chicago Cubs                        | 5             | 1971, 1979, 1984, 1992, 2015                                        |
| Kansas City Royals                  | 4             | 1985, 1989, 1994, 2009                                              |
| Minnesota Twins                     | 4             | 1970, 1988, 2004, 2006                                              |
| San Diego Padres                    | 4             | 1976, 1978, 1989, 2007                                              |
| Toronto Blue Jays                   | 4             | 1996–1998, 2003                                                     |
| Houston Astros                      | 4             | 1986, 2004, 2015, 2019                                              |
| Chicago White Sox                   | 3             | 1959, 1983, 1993                                                    |
| San Francisco Giants                | 3             | 1967, 2008–2009                                                     |
| St. Louis Cardinals                 | 3             | 1968, 1970, 2005                                                    |
| Montreal Expos/Washington Nationals | 3             | 1997, 2016–2017                                                     |
| Los Angeles Angels                  | 2             | 1964, 2005                                                          |
| Milwaukee Brewers                   | 2             | 1981–1982                                                           |
| Pittsburgh Pirates                  | 2             | 1960, 1990                                                          |
| Seattle Mariners                    | 2             | 1995, 2010                                                          |
| Tampa Bay Rays                      | 2             | 2012, 2018                                                          |
| Cincinnati Reds                     | 1             | 2020                                                                |
| Colorado Rockies                    | 0             | -                                                                   |
| Miami Marlins                       | 0             | -                                                                   |
| Texas Rangers                       | 0             | -                                                                   |

### Vitórias Anônimas
Foram 18 jogadores que venceram por unanimidade o Prêmio Cy Young em um total de 24 ocasiões. Cinco destas vitórias unânimes foram acompanhadas por prêmio de Jogador Mais Valioso - marcado com * abaixo; ** denota que a vitória unânime do jogador foi acompanhada por uma vitória unânime do MVP).Na Liga Nacional, 11 jogadores ganharam por unanimidade o Prêmio Cy Young, em total de14 vitórias ocasiões.
- Sandy Koufax (1963*, 1965, 1966)
- Greg Maddux (1994, 1995)
- Bob Gibson (1968*)
- Steve Carlton (1972)
- Rick Sutcliffe (1984)
- Dwight Gooden (1985)
- Orel Hershiser (1988)
- Randy Johnson (2002)
- Jake Peavy (2007)
- Roy Halladay (2010)
- Clayton Kershaw (2014*)

Na American League, 7 jogadores venceram por unanimidade o Prêmio Cy Young, em total de 10 ocasiões.
- Denny McLain (1968**)
- Ron Guidry (1978)
- Roger Clemens (1986*, 1998)
- Pedro Martínez (1999, 2000)
- Johan Santana (2004, 2006)
- Justin Verlander (2011*)
- Shane Bieber (2020)